# Brasschaat
 Brasschaat é um município da Bélgica localizado na região de Flandres, uma das três regiões da Bélgica, no distrito de Antuérpia, província de Antuérpia, região da Flandres.
O município é formado apenas pela cidade de Braaschaat. Em novembro de 2006, Brasschaat ganhou o LivCom-Award 2006, tendo sido escolhida a melhor cidade para se viver do mundo.